# Radis (amaro)
Il Radis è un amaro italiano prodotto dalla Stock.

## Caratteristiche
Il Radis è ricavato dall'infusione di diverse erbe aromatiche. Si presenta di colore scuro con gradazione alcolica del 32%.

## Degustazione
Si consuma come digestivo, ma si presta anche alla preparazione di cocktail come ad esempio il Nightly.